# Beautiful World/Happy Xmas (War Is Over)
「Beautiful World/Happy Xmas (War Is Over)」（ビューティフル・ワールド／ハッピー・クリスマス ウォー・イズ・オーバー）は、2012年11月14日にリリースされたLOVE PSYCHEDELICOの14枚目のシングル。発売元はビクターエンタテインメント。

## 概要
映画主題歌に起用された「Beautiful World」とジョン・レノン&オノ・ヨーコのカバーを収めた1年3か月ぶりのリリースとなるダブルAサイドシングル。 
「Beautiful World」は草彅剛の主演映画『任侠ヘルパー』の主題歌で、以前に草彅がチョナン・カンとして主演した映画「ホテル ビーナス」に主題歌「Everybody needs somebody」を提供したことやSMAPのシングル「This is love」の作詞作曲を手がけたことが縁となって再び起用されることとなった。「Beautiful World」にはミュージック・ビデオが制作され、映像には映画のシーンが随所に盛り込まれている。またMVは“金環日食”をテーマに制作され、夜のシーンも全て昼間に撮影されたものであり、日食が引き起こす暗い空が表現されている。
カバー曲「Happy Xmas（War Is Over）」は、2009年12月にフジテレビ系列で放送された音楽番組「FNS歌謡祭2009」でのパフォーマンスが好評だったことを受け、メンバーがシングルに収録することを決めた。

## 収録曲
| #  | タイトル                               | 作詞・作曲                   | 時間 |
| -- | -------------------------------------- | ---------------------------- | ---- |
| 1. | 「Beautiful World」                    | Kumi、Naoki                  | 4:22 |
| 2. | 「Happy Xmas (War Is Over)」(カバー曲) | ジョン・レノン、オノ・ヨーコ | 4:22 |
| 3. | 「Good to me」                         | Kumi、Naoki                  | 3:31 |

### タイアップ
- 映画「任侠ヘルパー」主題歌（M-1）